# Jean Taillandier
Jean Taillandier (ur. 22 stycznia 1938 w Auzances) – piłkarz francuski grający na pozycji bramkarza. W swojej karierze rozegrał 3 mecze w reprezentacji Francji.

## Kariera klubowa
Swoją karierę piłkarską Taillandier rozpoczął w klubie Racing Club de France z Paryża. W sezonie 1955/1956 zadebiutował w jego barwach w pierwszej lidze francuskiej, a w sezonie 1956/1957 stał się pierwszym bramkarzem tego zespołu. W zespole Racingu występował do końca sezonu 1963/1964.
Latem 1964 roku Taillandier odszedł z Racingu do RC Lens. Przez cztery lata był podstawowym zawodnikiem Lens. W 1968 roku przeszedł do drugoligowego AS Cannes. Po sezonie 1968/1969 zakończył w Cannes swoją karierę.
| Sezon   | Klub      | Kraj    | Rozgrywki  | Mecze | Bramki |
| ------- | --------- | ------- | ---------- | ----- | ------ |
| 1955/56 | RC Paris  | Francja | Division 1 | 1     | 0      |
| 1956/57 | RC Paris  | Francja | Division 1 | 30    | 0      |
| 1957/58 | RC Paris  | Francja | Division 1 | 18    | 0      |
| 1958/59 | RC Paris  | Francja | Division 1 | 15    | 0      |
| 1959/60 | RC Paris  | Francja | Division 1 | 3     | 0      |
| 1960/61 | RC Paris  | Francja | Division 1 | 30    | 0      |
| 1961/62 | RC Paris  | Francja | Division 1 | 13    | 0      |
| 1962/63 | RC Paris  | Francja | Division 1 | 29    | 0      |
| 1963/64 | RC Paris  | Francja | Division 1 | 15    | 0      |
| 1964/65 | RC Lens   | Francja | Division 1 | 17    | 0      |
| 1965/66 | RC Lens   | Francja | Division 1 | 38    | 0      |
| 1966/67 | RC Lens   | Francja | Division 1 | 33    | 0      |
| 1967/68 | RC Lens   | Francja | Division 1 | 22    | 0      |
| 1968/69 | AS Cannes | Francja | Division 2 | 9     | 0      |

## Kariera reprezentacyjna
W reprezentacji Francji Taillandier zadebiutował 9 lipca 1960 roku w przegranym 0:2 meczu Mistrzostw Europy 1960 z Czechosłowacją. Na tych mistrzostwach Francja zajęła 4. miejsce. W kadrze narodowej Taillandier rozegrał 3 mecze, wszystkie w 1960 roku.
| Mecze i gole w reprezentacji | Mecze i gole w reprezentacji | Mecze i gole w reprezentacji | Mecze i gole w reprezentacji | Mecze i gole w reprezentacji | Mecze i gole w reprezentacji | Mecze i gole w reprezentacji |
| #                            | Data                         | Stadion                      | Rywal                        | Wynik                        | Gol                          | Rozgrywki                    |
| 1960                         | 1960                         | 1960                         | 1960                         | 1960                         | 1960                         | 1960                         |
| ---------------------------- | ---------------------------- | ---------------------------- | ---------------------------- | ---------------------------- | ---------------------------- | ---------------------------- |
| 1.                           | 09.07.1960                   | Marsylia, Francja            | Czechosłowacja               | 0:2                          | 0                            | ME 1960                      |
| 2.                           | 28.09.1960                   | Warszawa, Polska             | Polska                       | 2:2                          | 0                            | towarzyski                   |
| 3.                           | 30.10.1960                   | Sztokholm, Szwecja           | Szwecja                      | 0:1                          | 0                            | towarzyski                   |